# トゥッ

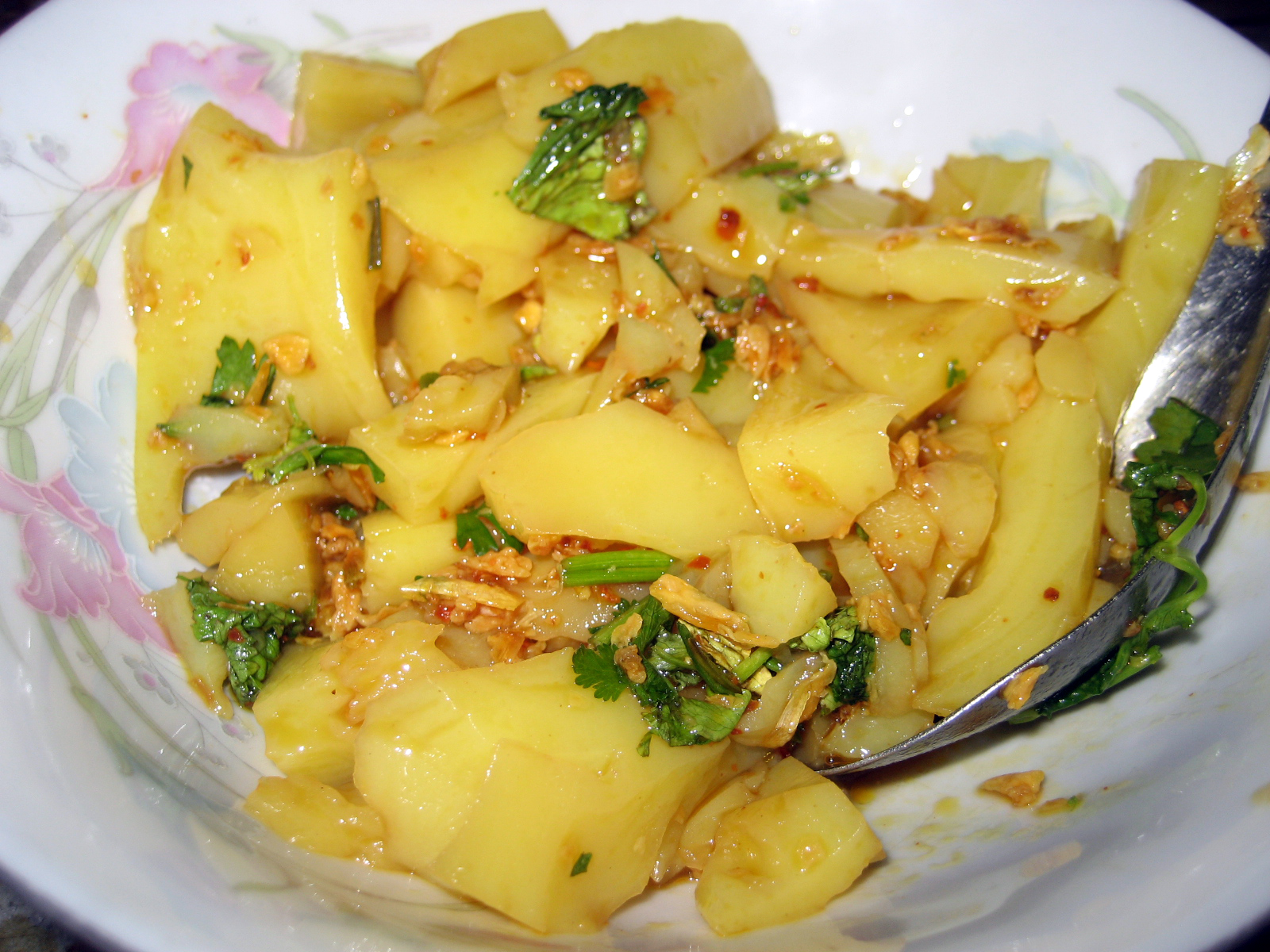
ヤンゴンで提供されるビルマ風豆腐（シャン豆腐）の和えもの

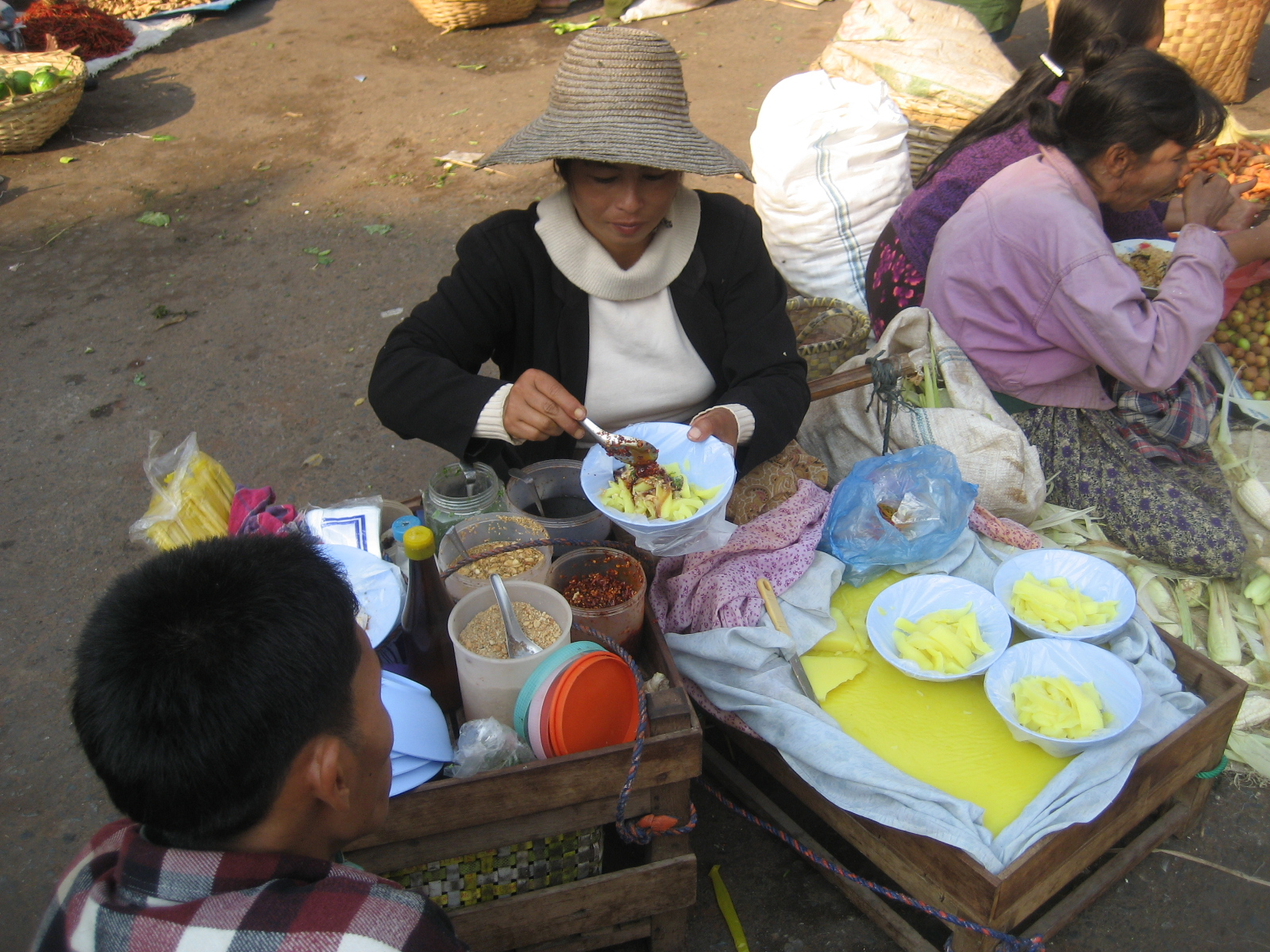
マンダレーの路上で提供されるビルマ風豆腐の和えもの

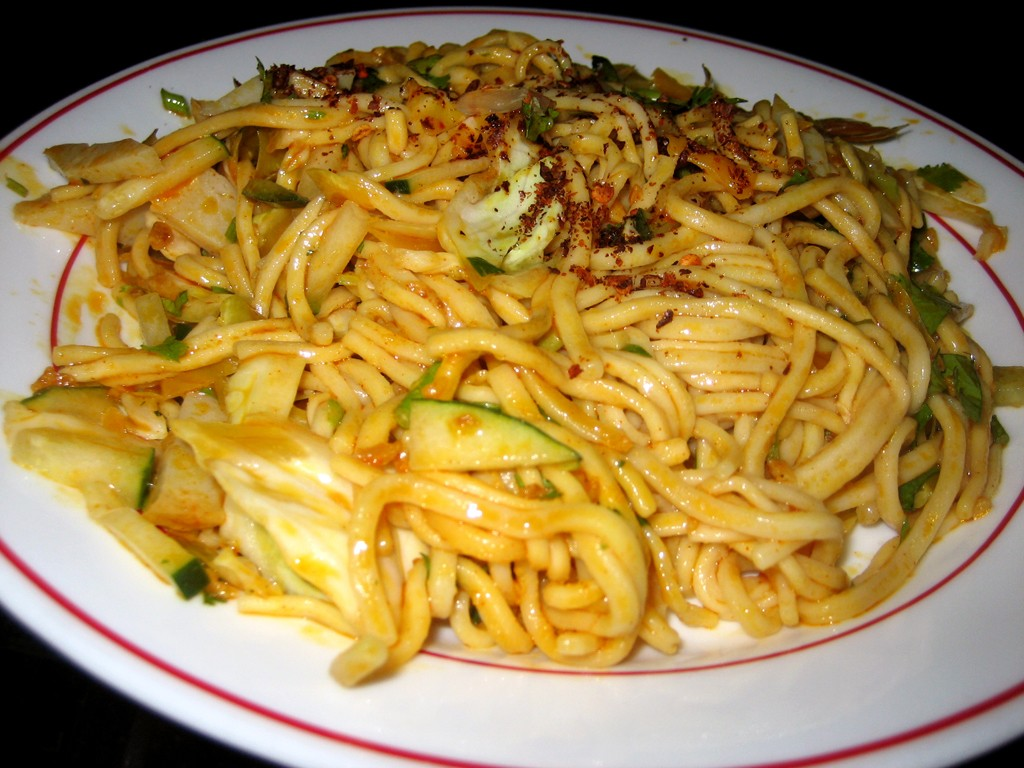
小麦の麺の和えもの

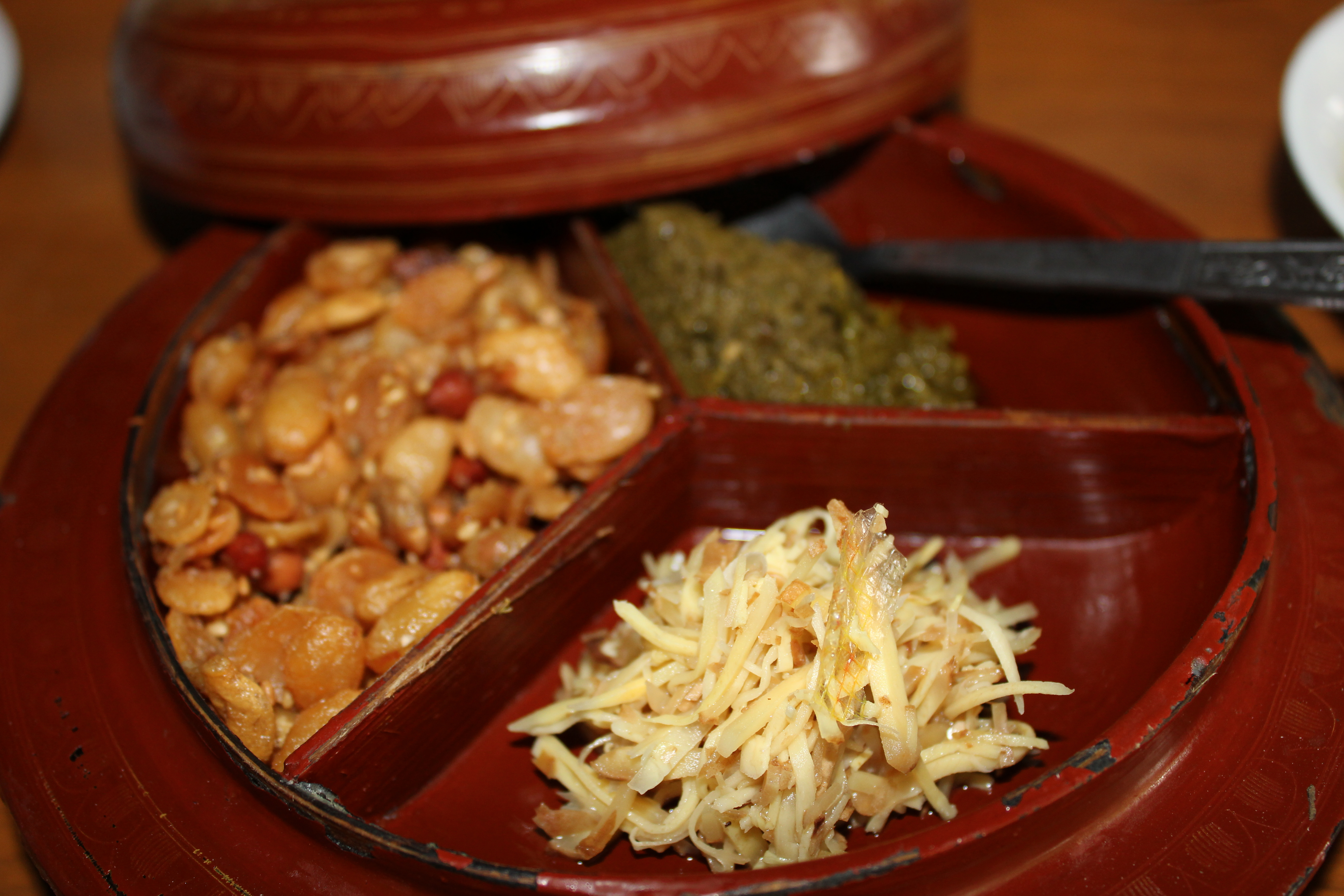
茶の葉とショウガの和えもの

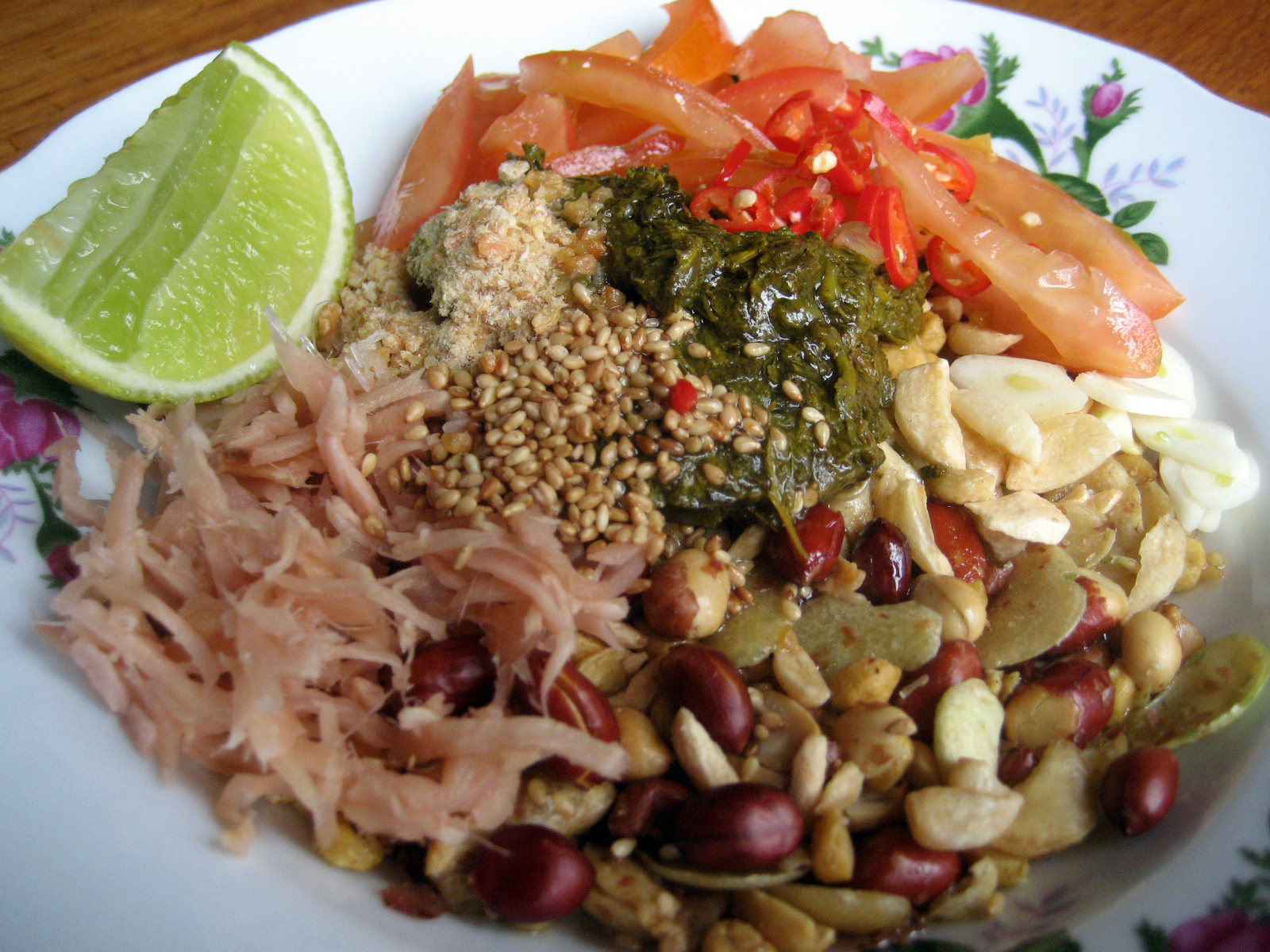
ラペットウッ

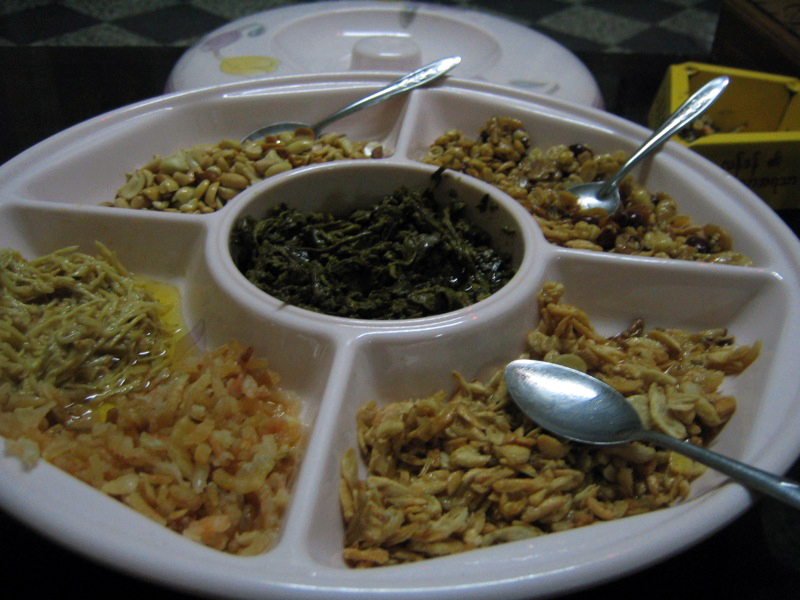
ラペットウッ

アトウッ (a thoke) は、ビルマ料理の一種であるミャンマーの和えものである。コメ、麺、ジャガイモ、ショウガ、トマト、コブミカン、ジュウロクササゲ、ラペソー（チャの葉の漬物）、ガピ（発酵した魚のペースト）等から作られる。ミャンマーの都市部では、ファストフードとして人気がある。麺には小麦またはコメの麺を用いる。発酵したチャの葉と酢漬けのショウガは伝統的な食材である。

## インド
インドのチェンナイでは、athoまたはathokeという料理は、麺、キャベツ、タマネギにタマリンド、食塩、フライドオニオン、トウガラシ、ニンニク、味の素等を使って作る。ミャンマー料理が起源で、チェンナイでミャンマー難民の店で提供される。カウスエドウッの一種で、金色でねばねばした食感になる。

## 種類
- ラペットウッ - 発酵した茶の葉のサラダ
- ガピトウッ - ガピのサラダ
- トーフドウッ - 豆腐のサラダ
- カウスエドウッ - 小麦の麺のサラダ
- ジントウッ - ショウガのサラダ
- ナンジートウッ - コメの麺のサラダ